# Georges Burdeau
Georges Burdeau (1905-1988) foi um cientista político francês e professor de direito público. É autor de diversas obras na área de direito constitucional e de ciência política, como o Traité de science politique (1980-).